# Cosmești (Galați)
Cosmești is een Roemeense gemeente in het district Galați.
Cosmești telt 6731 inwoners.